# Direcció General de Relacions Culturals
La Direcció general de Relacions Culturals va ser un organisme públic d'Espanya depenent del Ministeri d'Afers exteriors encarregat de coordinar l'acció cultural en l'exterior.

## Història
El seu naixement remet al període immediatament posterior per fi de la Segona Guerra Mundial, quan va ser creat a imitació de l'organisme francès de la Direction Générale des Relations Culturelles, després d'una reorganització general del departament ministerial escomesa al desembre de 1945. La Junta de Relacions Culturals (JRC) era aleshores una sort d'organisme fantasma amb les seves competències assumides per altres seccions del ministeri. El seu primer director general va ser Enrique Valera i Ramírez de Saavedra, marquès d'Auñón, cap fins llavors de la Secció de Relacions Culturals (SRC).
Va ser concebuda amb la fi declarada de «donar ampli llit a l'expansió de la cultura espanyola a l'estranger i vetllar especialment pel manteniment dels nostres vincles espirituals amb els pobles germans d'Amèrica».
La DRGC va ser reorganitzada a l'abril de 1951, creant-se una nova secció de Política Cultural Europea.
Va desaparèixer en 1989, en ser continuada per la nova Direcció general de Relacions Culturals i Científiques.